# かにめし本舗かなや
有限会社かにめし本舗かなや（かにめしほんぽかなや）は、長万部駅に拠点を置く駅弁調製・レストラン・ドライブイン・佃煮製造業者。札幌市にも支店を持つ。

## 沿革
- 1928年 - 長万部駅で弁当立売を開始[1]。
- 1943年 - 「長万部駅構内立売商会」となる。
- 1947年 - 「煮蟹」の販売を開始[1]。
- 1950年 - 「かにめし」を開発し発売。
- 1960年 - 「煮蟹」の販売を終了。かねてから、立売商会に臭いなどの衛生面に関する苦情が入っていた。
- 1969年 - 「第4回京王百貨店全国駅弁大会」で売り上げ1位となる。翌年も連覇。
- 1972年 - ドライブイン営業を開始。
- 1996年 - 「有限会社かにめし本舗かなや」に改称。
- 1998年 - ホーム立売を廃止[2]。
- 2019年 - 特急列車車内販売への積込みを廃止[2]。

## かにめしの誕生
戦後間もない頃、内浦湾では大量の蟹が水揚げされていた。元々長万部駅で弁当を販売しており、戦後の混乱もあり創業者は食料集めに奔走。その留守を預かる創業者の妻が「大量に残る蟹を茹でて駅で販売したらどうか」というアイデアから1947年に「煮蟹」を販蟹発売。蟹を丸ごと塩茹でし、新聞紙で包んだだけの物だった。これが、鉄道を利用する旅行者の間で大ヒット。駅の売り子には人々が殺到し、列車の中では夢中に蟹を貪る人達の姿があり、車内は蟹の香りに包まれたという。
小説家、檀一雄のエッセイ「美味放浪記」の中でも、「長万部の車窓から買って喰った毛蟹も、おいしくて、ひろげた新聞の上いっぱいにひろがるその殻の堆積の有様を眺めながら、いかにも喰ったと云う幸福感を味わったものである。」と長万部駅の煮蟹を絶賛している。
しかし煮蟹は水揚げされる夏場にしか販売ができない上、殻を外す手間があり、車内に殻が散乱してしまう問題点もあり国鉄から苦情が出て従業員を同乗させ掃除させなければならなかった。そこで手軽に食べられ、1年を通して販売できる新メニューの開発が始まる。当時としては珍しい、大型冷凍庫を入手し、夏場に獲れる蟹の鮮度を落とさない事に成功。50以上の試作品を制作し様々な試行錯誤を行い、国鉄職員も試食に参加した上、1950年に酒と塩胡椒で味付けし鍋で炒って水分を飛ばした蟹肉を大量に御飯の上に載せたお弁当「かにめし」を販売する。かにめしは瞬く間に大ヒットとなり、主力商品を煮蟹からかにめしへスライドさせる事に成功。1960年に煮蟹の販売を終了し、新聞社主催の駅弁コンクールや、1960年代中頃から始まる駅弁大会ブームに便乗する形で一気にかにめしは全国的知名度を得る事になった。
その後、立売商会では「かにめし」の商標を解放し、地元の他業者も使用できるようにしたことから、長万部にいくつもの「かにめし」が誕生した。
詳しくはかにめし参照。

## 商品

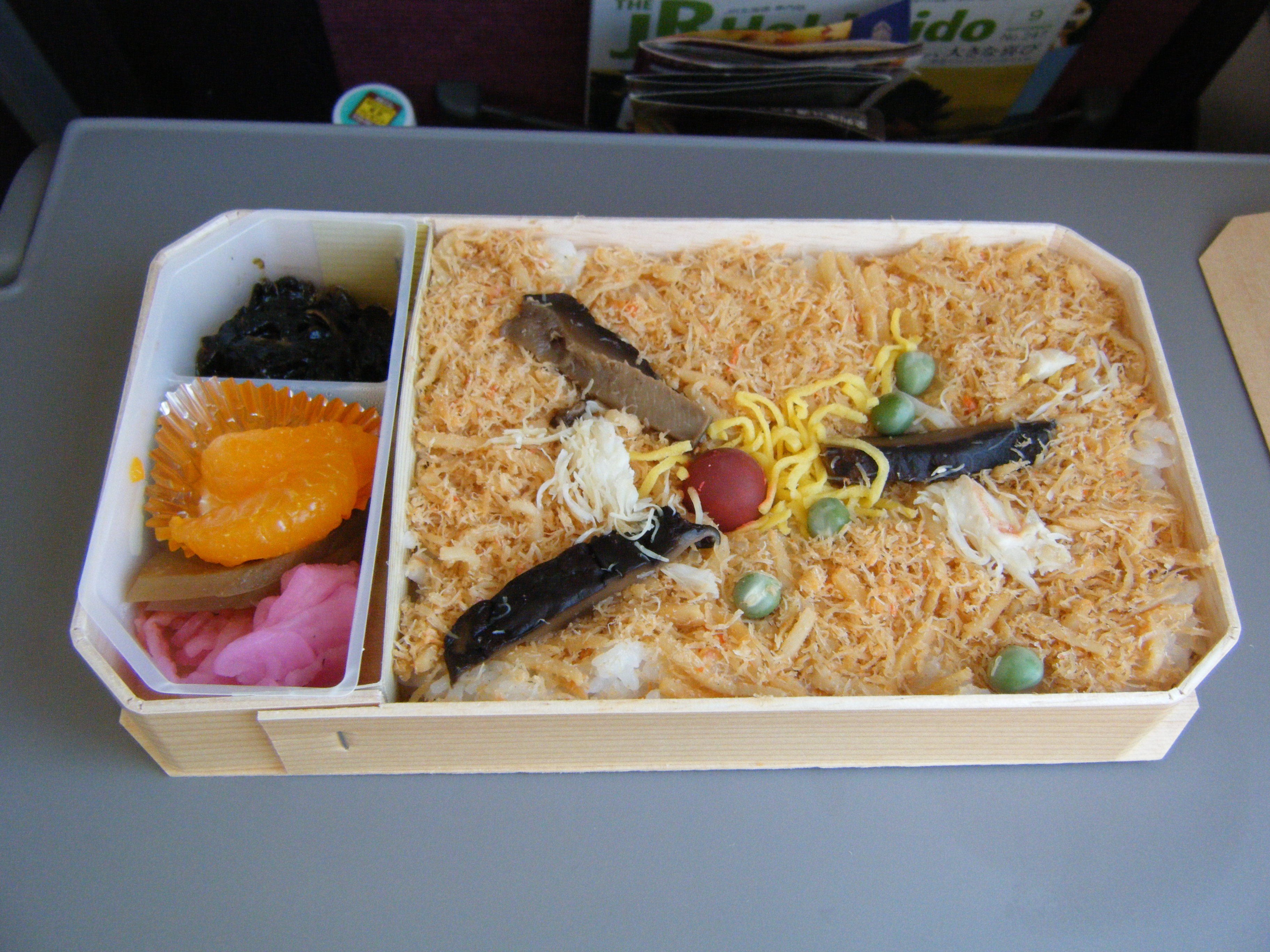
かにめし（2008年9月）

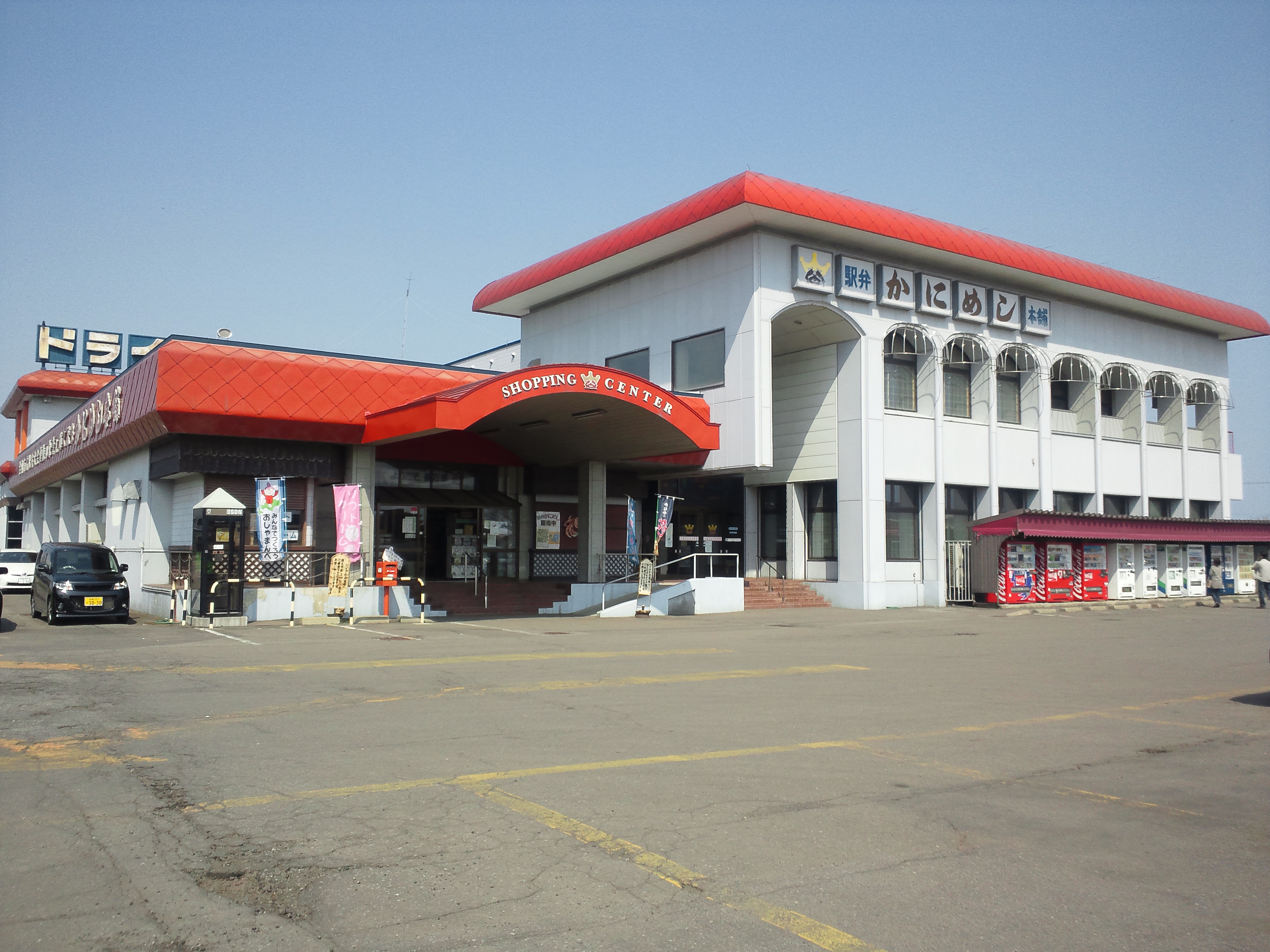
ドライブインかなや

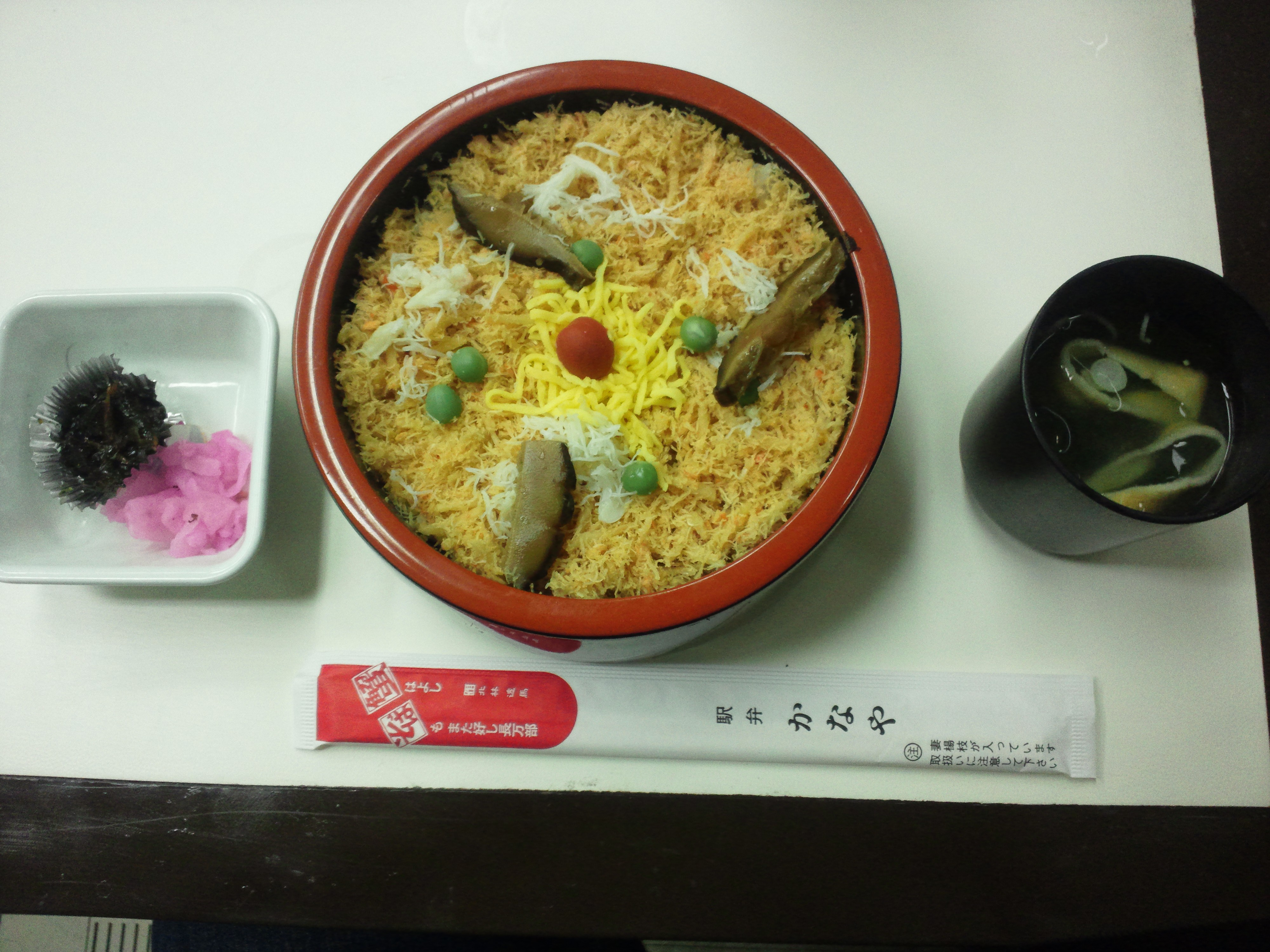
ドライブインかなやでのかにめし（2012年5月撮影）

### 駅弁

#### かにめし
白飯の上にほぐした味付け蟹肉とたけのこを散らし、錦糸玉子、椎茸、梅干し、酢漬けの蟹肉などを載せたもの。おかずの佃煮（おしゃまんべ物語）も自社製品。駅弁としては珍しく、暖かい状態で提供することを目指している。1050円。
なお、空弁として函館空港限定の「かにめし」も販売しており（2014年7月現在土日祝のみ）、酢飯を用いるなど駅弁の「かにめし」とは別アレンジとなっている。

#### 鮭めし
鮭のそぼろ・つけ焼きをごはんに載せたもの。おかずはかにめしと共通。受注生産。840円。

#### 蝦夷めし
かにめしの上に鮭めしのつけ焼きに煮ホタテが2つ乗った北海道名物をまとめた弁当。要予約商品。丸井今井札幌店の支店では通常販売。1365円。

#### いなりかにめし
ハーフサイズのかにめしにいなり寿司が3個ついた弁当。945円。

### みやげもの

#### おしゃまんべ物語
自社製の佃煮でお弁当の箸休めとして使われている。ワカメ、ひじき、小女子が使われた濃い味の佃煮である。

## 店舗
- かにめし本舗かなや本店
- 和風レストランかなや
- ドライブインかなや
- かなや丸井今井札幌店

丸井今井札幌店の支店では、630円のかにめしミニサイズと、3人前で3150円のかにめし鉢盛り（特盛り）が売られている。

## 自動販売機
2022年、本店前にかにめしなどの商品を販売する冷凍自動販売機を設置した。